# Чалов Данило Миколайович
Данило Миколайович Чалов (рос. Даниил Николаевич Чалов; нар. 17 червня 1994, Москва, Росія) — російський футболіст, захисник. Майстер спорту Росії.

## Клубна кар'єра
Вихованець московського «Локомотива».
У 18 років дебютував на професійному рівні у клубі ФНЛ «СКА-Енергія», 6 липня 2014 року вийшов на поле в поєдинку проти «Променя-Енергії» (Владивосток). Потім виступав за «Том», «Мордовію» та «Шинник».
Взимку 2019 року підписав контракт із білоруською командою вищої ліги «Вітебськ». Дебютував 14 квітня у матчі третього туру проти мінського «Торпедо» (1:1), провів усі 90 хвилин.
Після перебування в Білорусі переїхав до Сербії, де 28 січня 2021 року підписав 2-річний контракт з «Інджиєю»

## Кар'єра в збірній
У січні 2015 року виступав за молодіжну збірну Росії у рамках Кубка Співдружності у Санкт-Петербурзі.

## Сім'я
Молодший брат — Федір Чалов, футболіст, нападник московського ЦСКА.